# Gora Podlëdnaja
Gora Podlëdnaja (englische Transkription von russisch Гора Подлёдная Gora Podljodnaja, deutsch ‚Eisberg‘) ist ein Nunatak im ostantarktischen Mac-Robertson-Land. Er ragt im südlichen Abschnitt des Mawson Escarpment auf.
Russische Wissenschaftler benannten ihn.